# Dolittle
Dolittle (také The Voyage of Doctor Dolittle) je americký fantasy dobrodružný film z roku 2020 režírovaný Stephenem Gaghanem. Scénář k filmu napsali Gaghan, Dan Gregor a Doug Mand na motivy povídky Thomase Shepherda. Film Dolittle vychází z titulní postavy Doktora Dolittla vytvořené Hughem Loftingem a je inspirován především druhou autorovou knihou, The Voyages of Doctor Dolittle (1922). V hlavní roli se objevil Robert Downey Jr., spolu s Emmou Thompsonovou, Rami Malekem, Johnem Cenou, Kumailem Nanjianim, Octavií Spencerovou, Tomem Hollandem, Craigem Robinsonem, Ralphem Fiennesem, Selenou Gomezovou, Marion Cotillard a další.
Film od Universal Pictures byl uveden 16. ledna 2020 v Česku a 17. ledna 2020 ve Spojených státech. Film vydělal celosvětově přes 250 miliónů dolarů, přičemž se stal sedmým nejvýdělečnějším filmem roku 2020. Navzdory tomu získal film negativní recenze od kritiků a vyhrál cenu Zlatá malina za nejhorší prequel, předělávku, vytržení nebo sequel.

## Obsazení

### Hlavní role
- Robert Downey Jr. jako dr. John Dolittle
- Harry Collett jako Tommy Stubbins
- Antonio Banderas jako King Rassouli
- Michael Sheen jako dr. Blair Müdfly
- Jim Broadbent jako Lord Thomas Badgley
- Jessie Buckley jako královna Viktorie
- Carmel Laniado jako Lady Rose
- Kasia Smutniak jako Lily Dolittle
- Ralph Ineson jako Arnall Stubbins
- Joanna Page jako Bethan Stubbins
- Sonny Ashbourne Serkis jako Arnall Stubbins Jr.
- Elliot Barnes-Worrell jako kapitán William Derrick

### Hlasové role
- Emma Thompsonová jako Polynesia („Poly“), papoušek Ara
- Rami Malek jako Chee-Chee, gorila
- John Cena jako Yoshi, lední medvěd
- Kumail Nanjiani jako Plimpton, pštros
- Octavia Spencerová jako Dab-Dab, kachna
- Tom Holland jako Jip
- Craig Robinson jako Kevin, veverka
- Ralph Fiennes jako Barry, tygr
- Selena Gomezová jako Betsy, žirafa
- Marion Cotillard jako Tutu, liška
- Frances de la Tour jako drak

Dále, Jason Mantzoukas, Nick A. Fisher, Tim Treloar, Jim Carretta, Ranjani Brow a Kelly Stables, Scott Menville, David Sheinkopf, Will Arnett.